# Bona Fide
Bona Fide je osmnáctým studiovým albem od skupiny Wishbone Ash. Je po šesti letech prvním studiovým albem vydaným po albu Illuminations a jediným studiovým albem skupiny, na kterém hrál kytarista Ben Granfelt. Na podporu alba podnikla skupina v roce 2002 dvouleté světové turné.

## Seznam stop
1. "Almighty Blues" (Ben Granfelt) – 5:24
2. "Enigma" (Andy Powell) – 4:10
3. "Faith, Hope and Love" (Granfelt, Powell) – 5:55
4. "Ancient Remedy" (Powell, Schwartz) – 4:48
5. "Changing Tracks" (Granfelt, Harris, Powell) – 4:18
6. "Shoulda, Coulda, Woulda" (Powell) – 4:00
7. "Bona Fide" (Granfelt) – 3:08
8. "Difference in Time" (Granfelt, Powell) – 4:30
9. "Come Rain, Come Shine" (Granfelt, Powell) – 6:09
10. "Peace" (Granfelt) – 3:49

## Obsazení
- Andy Powell - kytara, zpěv
- Ben Granfelt - kytara, zpěv na "Difference in Time"
- Bob Skeat - baskytara, zpěv, Hammondovy varhany, piano, zobcová flétna
- Ray Weston - bicí